# Lestrem
Lestrem (niederländisch: De Stroom) ist eine französische Gemeinde mit 5041 Einwohnern (Stand 1. Januar 2022) im Département Pas-de-Calais in der Region Hauts-de-France. Sie gehört zum Arrondissement Béthune und zum Kanton Lillers. 

## Geographie
Die Gemeinde Lestrem liegt zwischen den historischen Regionen Artois und Flandern an der Grenze zum Département Nord, etwa 20 Kilometer westlich von Lille. Durch die Gemeinde fließt die Lawe. Umgeben wird Lestrem von den Nachbargemeinden Merville im Nordwesten und Norden, La Gorgue im Nordosten und Osten, Richebourg und Vieille-Chapelle im Südosten, La Couture im Süden, Locon und Hinges im Südwesten sowie Calonne-sur-la-Lys im Westen. Im Gemeindegebiet liegt der größte Teil des Flugplatzes Merville-Calonne.

## Bevölkerungsentwicklung
| Jahr      | 1962 | 1968 | 1975 | 1982 | 1990 | 1999 | 2006 | 2012 | 2022 |
| Einwohner | 2643 | 2662 | 2727 | 3044 | 3753 | 3789 | 3924 | 4329 | 5041 |

## Sehenswürdigkeiten
- Kirche Saint-Amé, seit 1913 Monument historique
- Kirchen in den Ortschaften La Fosse und Le Paradis
- Britischer Soldatenfriedhof
- Wasserturm in La Fosse

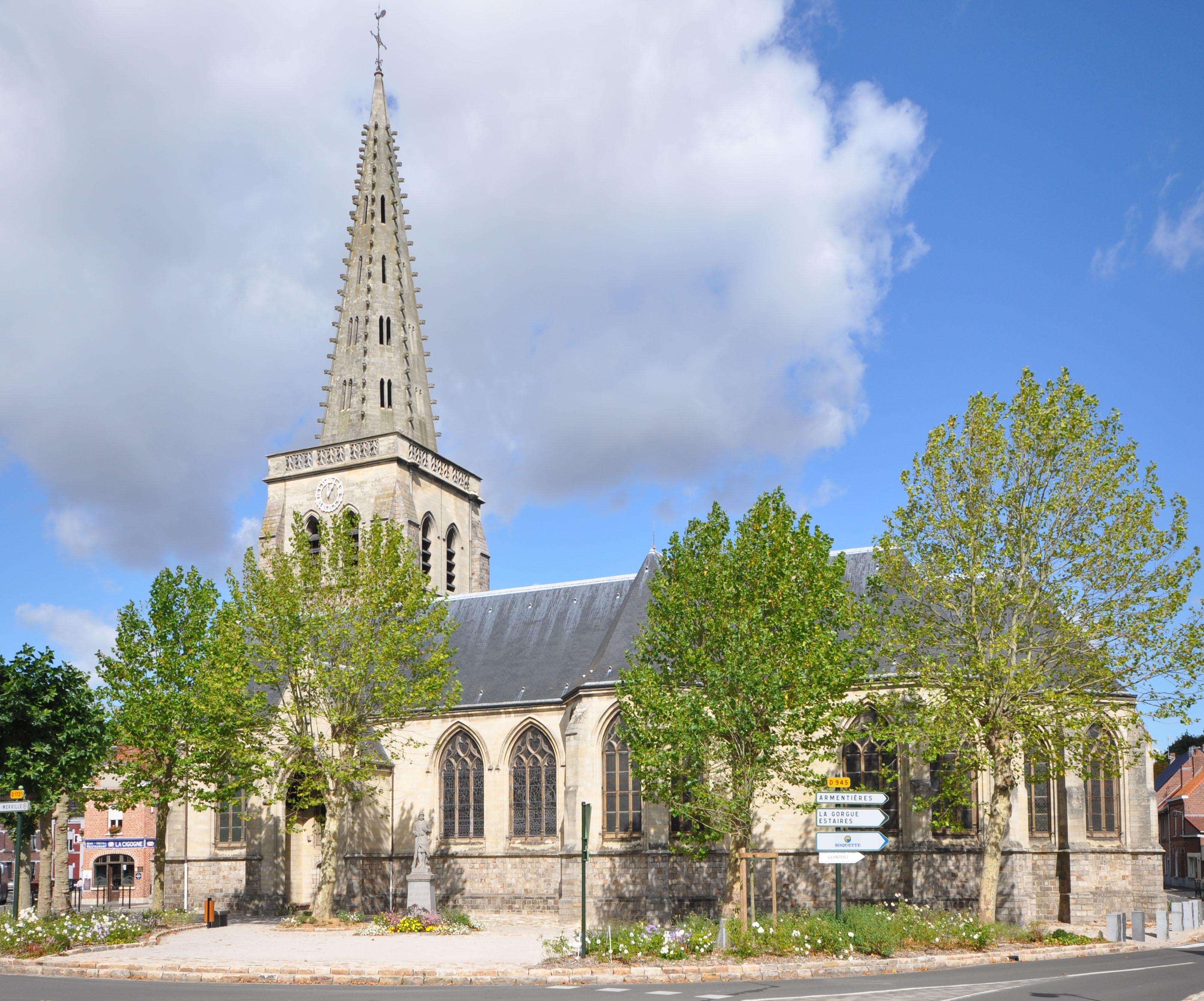
Kirche Saint-Amé
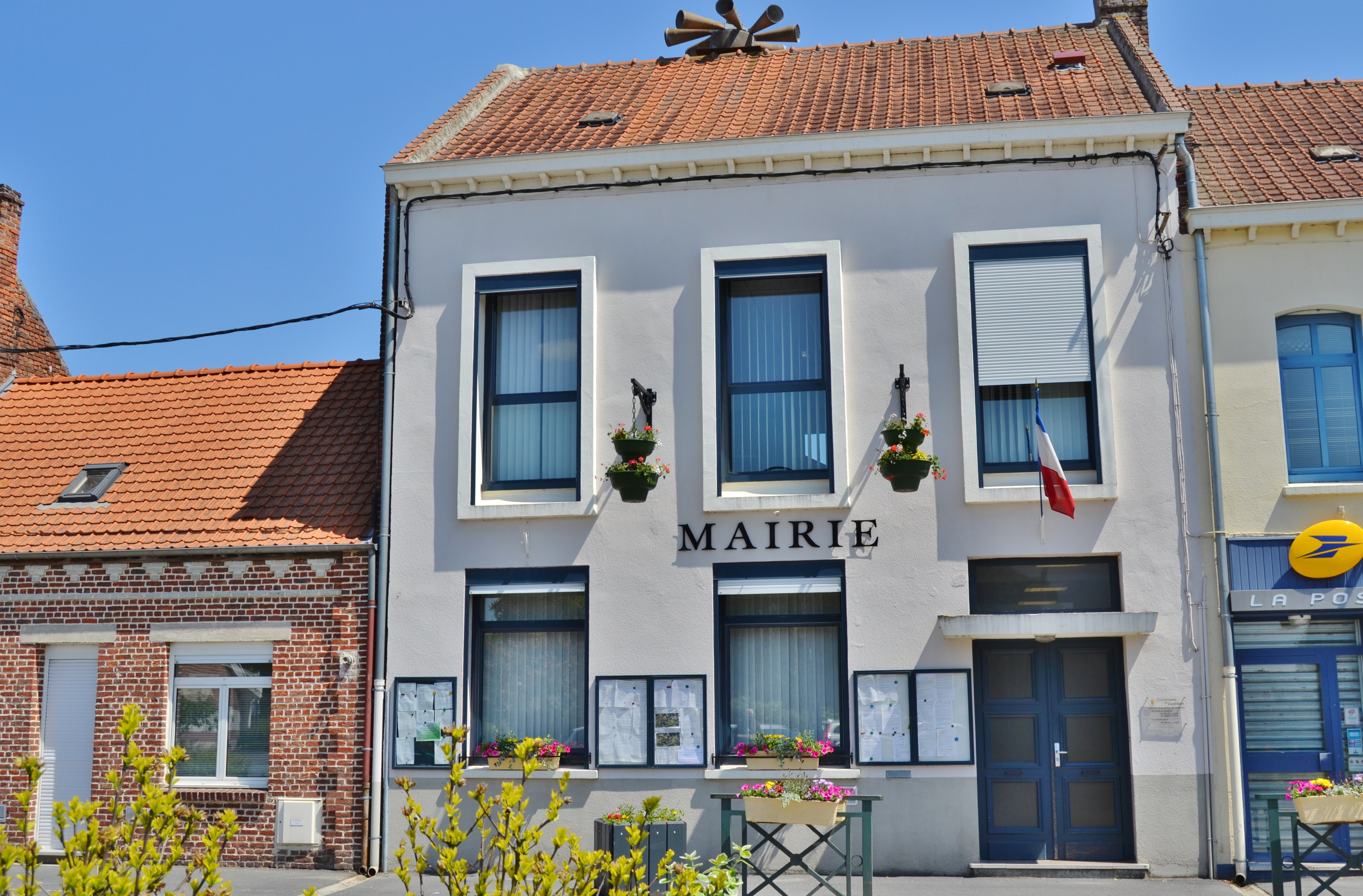
Mairie
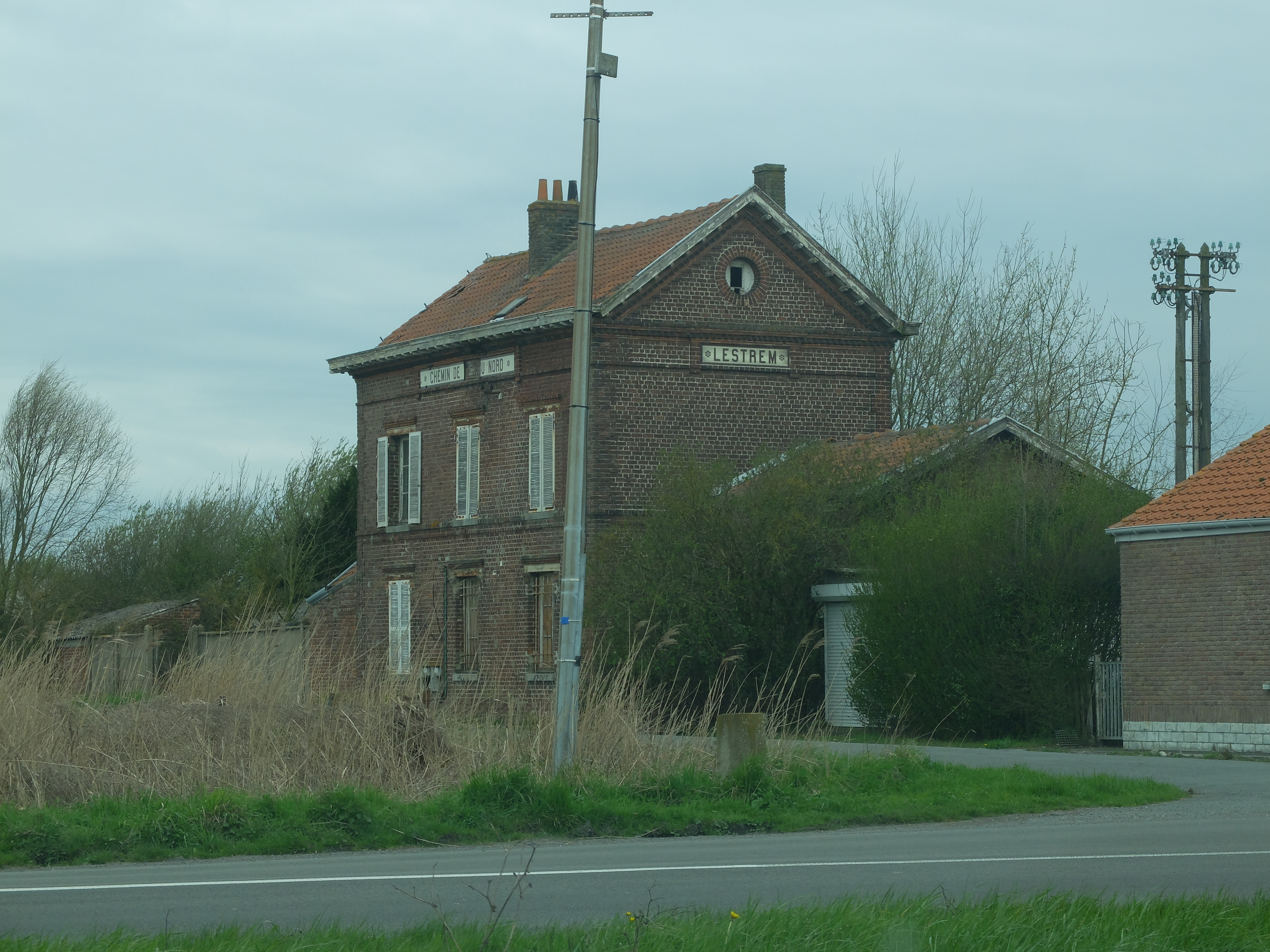
Ehemaliger Bahnhof

## Persönlichkeiten
- Justin Pierre Marie Macquart (1778–1855), Entomologe und Bürgermeister von Lestrem

## Gemeindepartnerschaften
Mit dem Ortsteil Schwitten der deutschen Stadt Menden in Nordrhein-Westfalen besteht seit 1968 eine Partnerschaft. Eine weitere Partnerschaft besteht mit der britischen Ortschaft Swanland im East Riding of Yorkshire (England).

## Wirtschaft
Das Lebensmittelunternehmen Roquette Frères hat hier seinen Sitz. Der Flughafen Merville-Calonne liegt westlich des Ortes.